# 正报 (印度尼西亞)
《正报》，前身为《印广日报》，于1999年11月15日在印度尼西亚北苏门答腊省首府棉兰创刊，为印度尼西亚民主改革后第一家民营华文报，由关健康先生和吴奕光等人创办。

## 停刊及重辦
2014年12月31日，《印广日报》吴奕光主编发表了《印广告老卸任挥泪道别读者》的停刊语，宣告结业。2015年2月16日，由棉兰华人企业家、《好报》创办人邱怡平接手后，易名为《正报》后，由PT.Etika Tata Media重新出版。